# Блекпулська об'єднана єврейська громада
Блекпульська об’єднана єврейська конгрегація — це колишня ортодоксальна єврейська конгрегація та синагога, розташована на Лімінгтон-роуд, Блекпул, графство Ланкашир, Англія, у Великобританії. Паства відправляла богослужіння за ашкеназьким обрядом . У 1998 році будівлю колишньої синагоги було занесено до списку будівель 2 категорії. 

## історія
Блекпульська об’єднана єврейська конгрегація була заснована 
десь в 1907 році в результаті злиття Блекпульської єврейської конгрегації, заснованої в 1898 році, та Блекпульської нової православної єврейської конгрегації, яка була створена в 1905 році. Спочатку синагога була розміщена на Спрінгфілд-роуд, на північному березі. Синагога на Лімінгтон-роуд була освячена в 1916 році. 
Це була провінційна синагога яка була під миром головного рабина Великобританії .
Будівля синагоги, спроектована олдерменом Блекпула та мировим суддею Робертом Батчером Мазером у стилі візантійського відродження, внесена до списку 2 класу  Вона була побудована 1916-1926 роками та пізніше була змінена в 1955-1976 роках. 
8 лютого 2009 року синагогу відвідав шановний Джонатан Сакс, головний рабин Об’єднаних єврейських конгрегацій Великобританії . Візит створив Ерік Мунмен, на той час президент Федерації сіоністів Великої Британії та Ірландії . 
Синагогу закрили в травні 2012 року, оскільки кількість громади зменшився до рівня, який не дозволяє їй функціонувати ефективно. Остання служба під проводом кантора Стівена Робінса ARCM відбулася 13 травня 2012 р. у супроводі хору Шабатон. Синагога була переповнена людьми з цієї нагоди, прибуло багато колишніх членів, а також діти та онуки прихожан з попередніх років. Проповідь виголосив рабин Арнольд Сондерс з Манчестера, попередній міністр.
Останнім на той час міністром синагоги став  рабин Девід Браунольд, який зайняв кафедру в 1985 році та відправився до Єврейської Конгрегації Святої Анни в 2010 році. Рабин Браунольд виголосив вітальне слово на своєму останньому відрядженні.

## Дивіться також
- Історія євреїв в Англії
- Список колишніх синагог у Великобританії1 2 3

1. ↑  Blackpool United Hebrew Congregation, Blackpool, Lancashire. JewishGen. 12 липня 2002. Процитовано 2 листопада 2009.
2. ↑  Listed Buildings in Blackpool 6, Synagogue, United / Hebrew. Blackpool Civic Trust. Процитовано 2 листопада 2009.
3. ↑  Chief Rabbi visit - 8 February 2009 (PDF). Migdal. Blackpool: Blackpool Reform Jewish Congregation (March 2009): 3. Архів оригіналу (PDF) за 25 липня 2011. Процитовано 21 листопада 2009. [Архівовано 25 липня 2011 у Wayback Machine.]

## Зовнішні посилання
- Official website. Архів оригіналу за 19 квітня 2013.
- Blackpool United Hebrew Congregation at GENUKI
- Blackpool United Hebrew Congregation on Jewish Communities and Records - UK (hosted by jewishgen.org).

1Шаблон:Blackpool buildings2Шаблон:Synagogues in the United Kingdom